# چاللو چلبیانلو
چاللو چلبیانلو یا چالو حبیانلو یکی از روستاهای استان آذربایجان شرقی است که در دهستان قوری‌چای غربی بخش سراجو شهرستان مراغه واقع شده‌است.